# Lily Bouwmeester
Pour les articles homonymes, voir Bouwmeester.
Lily Bouwmeester, née à Amsterdam le 28 septembre 1901 et morte à Sliedrecht le 12 juillet 1993, est une actrice néerlandaise, star d'avant-guerre du cinéma néerlandais.

## Biographie

### Jeunesse

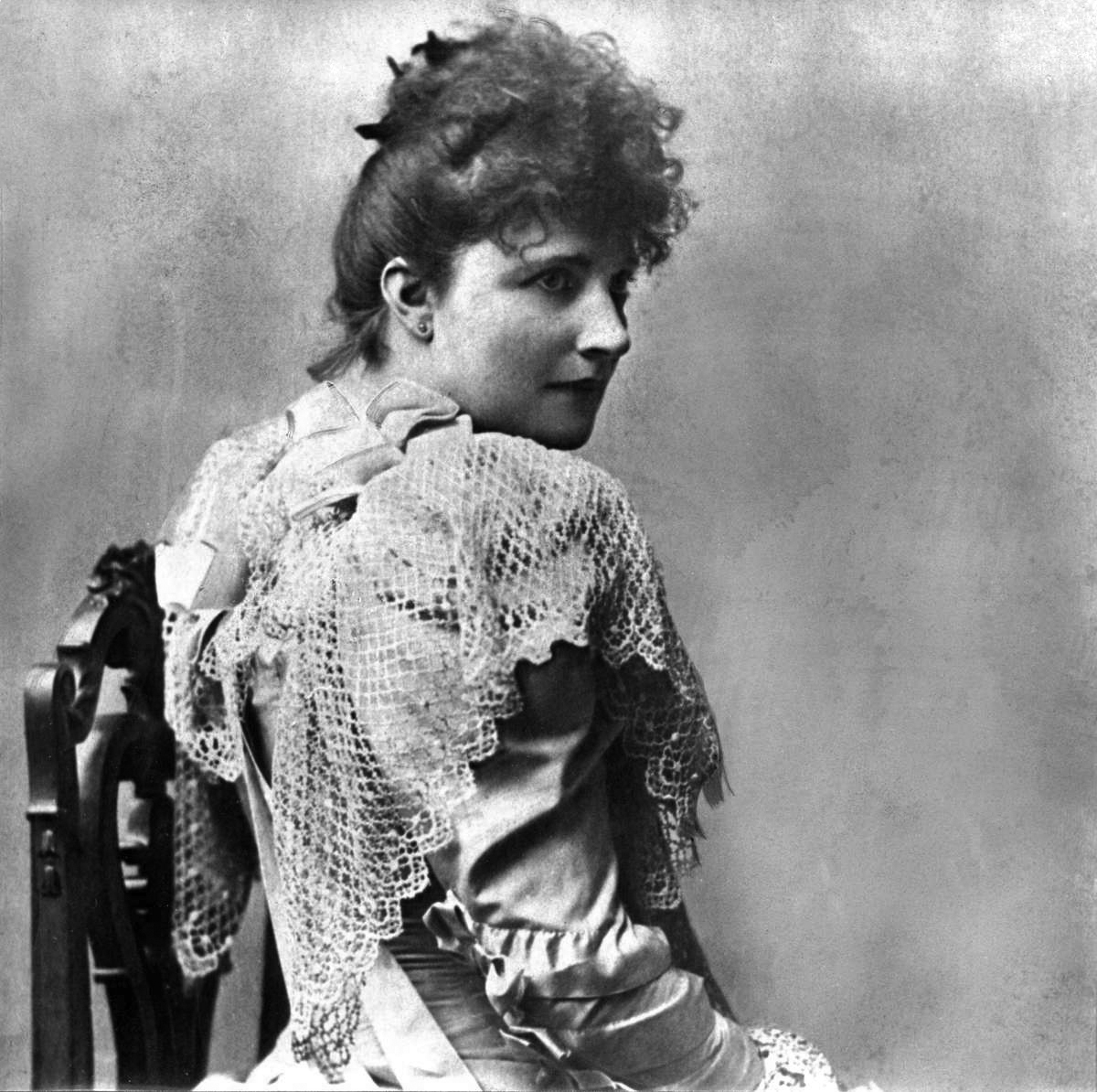
L'actrice Théo Mann-Bouwmeester, grand-tante de Lily Bouwmeester

Lily Bouwmeester est la fille du violoniste Ludovicus Adolphus Bouwmeester et de la pianiste Julie Marie Arpeau. Son père souhaitait qu'elle devienne violoniste, et elle accompagna ses parents dans leurs tournées à travers toute l'Europe. Mais, fatiguée par ces voyages, elle emménagea en 1913 chez sa grand-tante, l'actrice Theo Mann-Bouwmeester.
Lily Bouwmeester caressait le rêve de devenir danseuse, mais sa grand-tante la dirigea vers la tragédie et de nombreuses auditions où son "visage de poupée" comptait plus que son talent. À 14 ans, elle rejoignit la compagnie de théâtre de Herman Heijermans, recevant les conseils de Eduard Verkade qui allaient se révéler importants et formateurs pour son métier d'actrice.
En 1916, elle fit ses débuts au cinéma dans Majoor Frans, film qui comptait à son générique la star néerlandaise de l'époque, Annie Bos, avec qui elle tourna régulièrement, comme dans Het geheim van Delft, l'un des rares films muets de Lily Bouwmeester à ne pas avoir été perdu.
À l'automne 1917, Lily Bouwmeester fut engagée grâce à Eduard Verkade au Koninklijke Vereeniging Het Nederlandsch Tooneel (ou KVHNT, compagnie de théâtre qui fut active à Amsterdam entre 1876 et 1930), recevant 60 florins par mois. Son premier rôle fut celui de Dolly Clandon dans You Never Can Tell (en) [lire en ligne] de George Bernard Shaw. Les pièces dans lesquelles elle jouait n'étaient pas toujours reçues favorablement par la critique, mais Lily Bouwmeester y gagna en reconnaissance, essentiellement pour son rôle dans une pièce de Rabindranath Tagore.
Et parallèlement, elle continuait à tourner des films.

### L'âge adulte

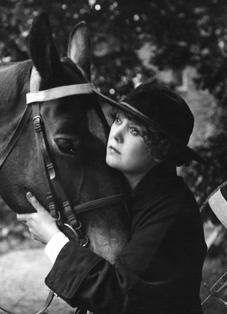
Annie Bos dans Majoor Frans, premier film dans lequel tourna Lily Bouwmeester.

Lily Bouwmeester continua à travailler avec Eduard Verkade jusqu'en 1920. Elle rencontra ensuite Theo Frenkel jr. avec qui elle se maria en 1921. Ils travaillèrent pour plusieurs troupes de théâtre et produisirent même leurs propres pièces pour enfants, comme Pietje Bell ou Dik Trom. Selon certains, c'est à cette époque qu'elle joua un de ses meilleurs rôles aux côtés de Tilly Lus, puis, en 1923, elle partit avec son mari à La Haye pour travailler dans le Verenigd Rotterdams-Hofstad Toneel de Cor van der Lugt Melsert. Elle obtint en 1924 son 18e rôle. La presse était élogieuse à son sujet, estimant qu'elle pouvait tout faire.
En 1927, elle quitta Rotterdams Toneel pour le Nederlandsch Operette-Gezelschap. Cela fut considéré comme un coup d'arrêt dans sa carrière, et Lily Bouwmeester s'en sortit par un voyage dans les Indes orientales néerlandaises.
En 1930 elle joua au Centraal Tooneel in Amsterdam aux côtés d'acteurs comme Mary Dresselhuys ou Johan Kaart en Gusta Chrispijn-Mulder,,. Elle partit ensuite pour le Nederlandsch-Indisch Tooneel, où elle pouvait jouer des rôles comiques dans ces années de crise où seule comptait la légèreté.
Ce fut aussi à cette époque que Lily Bouwmeester joua pour la première fois sans son mari : son mariage battait de l'aile et se conclut par un divorce en 1933. Elle commença peu après une liaison avec Cor van der Lugt Melsert Jr., neveu de Cor van der Lugt Melsert, Sr. Ils se marièrent en 1935, et Cor van der Lugt Melsert Jr., qui aspirait à une vie de famille plus traditionnelle, demanda à Lily Bouwmeester d'arrêter son métier d'actrice. Souhaitant faire une pause, elle accepta.

### Lily Bouwmeester, star de cinéma
Néanmoins, Lily Bouwmeester ne put rester tranquille et passa une audition pour jouer le rôle principal dans De kribbebijter. Elle ne fut pas concluante, et ce fut Dolly Mollinger qui fut choisie. En 1937, elle obtint un petit rôle dans un film franco-néerlandais, L'Homme sans cœur, qui fut un flop. Mais même si elle n'avait eu à dire qu'une phrase, elle passa trois semaines à Paris et peu après, Ludwig Berger lui demanda de passer une audition pour Pygmalion, qu'elle passa avec succès. Ce fut son premier film parlant, et son premier film depuis 1921.
Pygmalion eut un immense succès et fit de Lily Bouwmeester devint une star aux Pays-Bas, allant jusqu'à embaucher une secrétaire pour traiter le courrier de ses fans. Elle se vit offrir un contrat de cinq ans par la Paramount Pictures, qu’elle déclina car son mari ne voulait pas déménager aux États-Unis, et créa avec Rudolf Meyer la société de production Neerlandia. En 1938, elle joua un rôle d'adolescente dans Vadertje Langbeen, film qui fut aussi un immense succès. Le dernier film qu'elle joua pour Neerlandia fut Morgen gaat 't beter, dans lequel elle incarna encore une étudiante.
En 1938, elle avait le rôle principal dans Veertig jaren, qui fut un échec aussi bien public que financier. Elle fit du théâtre radiophonique pour l'AVRO et tourna un dernier film en 1940, Ergens in Nederland. Elle arrêta de travailler avec le déclenchement de la Seconde Guerre mondiale et refusa un contrat en Allemagne pour ne pas être utilisée par la propagande nazie.

### Dernières années
Pendant la guerre, elle cacha deux enfants juifs.
À la libération, elle se vit offrir des rôles au cinéma, mais elle les refusa tous, préférant le théâtre, jouant Pygmalion 800 fois. Elle connut d'autres succès avec les pièces Madame Sans-Gêne, De kinderen van Eduard ou Het hemelbed, écrite par Jan de Hartog, qu'elle joua 500 fois et qui connut une adaptation hollywoodienne, The Four Poster.
En 1955, elle fit une pause, qui dura jusqu’en jusqu'en 1960 où elle participa à une nouvelle production de Het hemelbed et à des comédies pour la NCRV, radio publique de sensibilité protestante avant de mettre un terme définitif à sa carrière en 1969 après une collaboration avec Enny Mols-de Leeuwe (nl) dans Twee onschuldige engelen.
En 1991, elle reçut un Gouden Kalf, équivalent néerlandais des César et fut élue meilleure actrice d'avant-guerre du cinéma néerlandais.

## Filmographie
- Majoor Frans (1916)
- Het geheim van Delft 	(1917)
- Ulbo Garvema 	(1917)
- De duivel in Amsterdam (1918)
- Mea Culpa (1918)
- Pro domo (1918)
- Het goudvischje (1919)
- Aan boord van de Sabina (1920)
- Helleveeg (1920)
- De gele mantel (1921)
- Zaken zijn zaken (1921)
- De man zonder hart (1937)
- Pygmalion (1937)
- Vadertje Langbeen (1938)
- Veertig jaren (1938)
- Morgen gaat het beter! (1939)
- Ergens in Nederland (1940)